# Euplectes progne
El obispo colilargo (Euplectes progne) es una especie de ave paseriforme de la familia Ploceidae. Está ampliamente distribuido en África subsahariana, encontrándose en Angola, Botsuana, República Democrática del Congo, Kenia, Lesoto, Sudáfrica, Suazilandia y Zambia.

## Subespecies
Se reconocen las siguientes subespecies:
- E. p. delacouri
- E. p. delamerei
- E. p. progne